# Glaucostegus typus
Glaucostegus typus är en rockeart som först beskrevs av Anonymous [Bennett 1830.  Glaucostegus typus ingår i släktet Glaucostegus och familjen Rhinobatidae. IUCN kategoriserar arten globalt som sårbar. Inga underarter finns listade i Catalogue of Life.